# الفوقي (بني بوشبت)
الفوقي هي إحدى مشيخات المملكة المغربية، تتبع جغرافيا لإقليم الحسيمة وإداريًا لبني بوشبت. يقدر عدد سكانها بـ 3,702 نسمة حسب الإحصاء الرسمي للسكان والسكنى لسنة 2004.